# Anagyrus spica
Anagyrus spica är en stekelart som först beskrevs av Girault 1921.  Anagyrus spica ingår i släktet Anagyrus och familjen sköldlussteklar. Inga underarter finns listade i Catalogue of Life.